# فليش والون 2009
فليش والون 2009 (بالإنجليزية: 2009 La Flèche Wallonne)‏ هو سباق دراجات هوائية أقيم بتاريخ 22 أبريل، تكون السباق من مرحلة واحدة وامتدّ لمسافة 200 كم بسرعة 41.56 كم/س، استغرق السباق 4 hr 42 دقيقة 15 ثانية. فاز به الإيطالي دافيدي ريبلين وحلّ ثانيا أندي شليك بينما حصل على المركز الثالث الإيطالي داميانو كيونقو.

## الترتيب
| م                     | الدرّاج         | البلد     | الزمن                  |
| --------------------- | -------------- | --------- | ---------------------- |
| الفائز بالترتيب العام | دافيدي ريبلين  | إيطاليا   | 4 hr 42 دقيقة 15 ثانية |
| الثاني                | أندي شليك      | لوكسمبورغ |                        |
| الثالث                | داميانو كيونقو | إيطاليا   |                        |